# San Gerardo (San Miguel)
San Gerardo è un comune del dipartimento di San Miguel, in El Salvador. Confina a nord con l'Honduras; a ovest dal Nuevo Edén de San Juan; a sud da Sesori e a est da San Luis de La Reina.
San Gerardo ha un'estensione territoriale di 82,84 chilometri quadrati, ha una popolazione di oltre 6 mila abitanti e si trova a 200 metri sul livello del mare. Si trova ad una distanza di 177 chilometri da San Salvador e a 43,9 chilometri a nordest della città di San Miguel.
La festa patronale di San Gerardo si celebra dall'1 al 3 ottobre, in onore di San Gerardo.

## Storia
Le origini di San Gerardo risalgono all'epoca precoloniale, quando questa terra era abitata da popolazioni autoctone che avevano usi e costumi propri.
Sebbene i documenti storici siano limitati, si ritiene che gli indigeni della zona vivessero in armonia con la natura e praticassero l'agricoltura. L'eredità indigena è una parte importante della storia di San Gerardo.
Sebbene le popolazioni originarie siano scomparse con l'arrivo dei colonizzatori, la loro influenza perdura nella cultura e nell'identità della comunità. Le tradizioni, l'artigianato e il legame con la terra sono testimonianze viventi di questo patrimonio indigeno.
Con l'arrivo dei conquistadores spagnoli nel XVI secolo, la storia di San Gerardo prese un corso diverso. La colonizzazione spagnola portò profondi cambiamenti nella vita della popolazione locale.
Con l'indipendenza di El Salvador nel 1821, San Gerardo iniziò a vivere un periodo di crescita e sviluppo. L'agricoltura divenne un'importante attività economica e la produzione di cereali e frutta di base giocò un ruolo fondamentale nell'economia della regione. Questo attirò migranti da altre parti del paese in cerca di opportunità di lavoro, il che contribuì all'aumento della popolazione e allo sviluppo urbano di San Gerardo.
Nelle antiche valli che si erano formate nella regione settentrionale del distretto di Sesori, all'interno dei confini dei comuni di Sesori, San Luis de la Reina e Nuevo Edén de San Juan, alla fine del secolo scorso si è venuto a costituire un nuovo comune; ciò avvenne durante l'amministrazione del generale Carlos Ezeta, con decreto legislativo del 19 marzo 1892. La città venne chiamata San Gerardo e con tale provvedimento si ordinò che la sede delle autorità municipali fosse nell'antica valle di El Rodeo, dove il governatore del dipartimento di San Miguel prendeva possesso delle cariche.
Secondo i dati tradizionali, a questa città fu dato il nome di San Gerardo perché si credeva che in una delle sue valli fosse nato l'illustre Capitano Generale Gerardo Barrios, Eroe Nazionale di El Salvador e Martire della Ceiba del Cementerio, assassinato il 29 agosto 1865, la cui culla è contesa da diverse città dell'est di El Salvador.
Nel XX secolo, San Gerardo conobbe una crescita economica e una diversificazione dell'attività economica. La costruzione di infrastrutture, come strade e centri commerciali, ha dato impulso all'economia locale e migliorato la qualità della vita dei suoi abitanti.

## Architettura della città
La costruzione di chiese ed edifici coloniali cambiò l'aspetto del luogo, e la religione cattolica divenne parte integrante della vita dei suoi abitanti.
L'influenza coloniale si riflette nell'architettura di San Gerardo. Le chiese coloniali, con i loro dettagli decorati e la struttura maestosa, sono splendidi esempi dell'architettura dell'epoca. Questi edifici storici rimangono un punto di riferimento nella comunità.

## Clima, flora, terreno ed economia
Il clima del comune è prevalentemente caldo, appartiene al tipo delle terre calde. Le precipitazioni annue variano tra 1.800 e 2.200 ml. La vegetazione è costituita da foresta umida subtropicale e foresta subtropicale molto umida. Le specie arboree più notevoli sono: conacaste, alloro, cedro, ceiba, jicaro, pino, cacao e alberi da frutto.
Predominano i tipi di rioliti alluvionali e andesitiche con interazioni di materiali piroclastici. Le tipologie di terreno presenti nel territorio comunale sono: latosuoli e litosuoli argillosi rossastri, in zone pietrose superficiali, da zone ondulate a zone montuose molto aspre. grumosuoli, litosuoli e latosuoli, argille rossastre, in zone da pressoché pianeggianti a fortemente collinari.
I prodotti agricoli più coltivati sono: cereali di base, sesamo, verdure e frutta. Nel settore zootecnico è presente l'allevamento di bovini e suini, oltre al pollame e all'apicoltura. L'industria principale del comune è la produzione di latti

## Amministrazione
Per la sua amministrazione, San Gerardo è suddivisa in 4 cantoni e 48 frazioni. I suoi cantoni sono: La Laguna Il Gioiello Quebracho San Girolamo
1. La Laguna
2. Il Gioiello
3. Quebracho
4. San Girolamo